# Elophos bubaceki
Elophos bubaceki là một loài bướm đêm trong họ Geometridae.